# Zuzanna Drulis-Kawa
Zuzanna Drulis-Kawa – polska mikrobiolog, dr hab. nauk biologicznych, profesor nadzwyczajny i dyrektor Instytutu Genetyki i Mikrobiologii Wydziału Nauk Biologicznych Uniwersytetu Wrocławskiego.

## Życiorys
29 czerwca 2000 obroniła pracę doktorską pt. Charakterystyka uropatogennych szczepów izolowanych w latach 1995–1998 od dzieci z rozpoznanym zakażeniem układu moczowego, otrzymując doktorat, a 3 grudnia 2009 habilitowała się na podstawie oceny dorobku naukowego i pracy zatytułowanej Liposomy jako nośniki związków przeciwbakteryjnych. 19 grudnia 2014 nadano jej tytuł profesora w zakresie nauk biologicznych.
Została zatrudniona na stanowisku zastępcy dyrektora Instytutu Genetyki i Mikrobiologii na Wydziale Nauk Biologicznych Uniwersytetu Wrocławskiego. Pełni funkcję profesora nadzwyczajnego i dyrektora w tymże Instytucie oraz członka zarządu w Oddziale Wrocławskim Polskiego Towarzystwa Mikrobiologów.

## Wybrane publikacje naukowe
- 2005: Terapia fotodynamiczna a drobnoustroje. XIX Krajowa Szkoła Optoelektroniki Współczesna Optoelektronika w medycynie[1]
- 2005: Potential possibilities of using phage typing in elimination of multidrug resistant staphylococci[1]
- 2007: Bactericidal properties of silica particles with silver islands located on the surface[1]
- 2011: Piezoelectric tuning fork based mass measurement method as a novel tool for determination of antibiotic activity on bacterial biofilm[1]
- 2018: Phage-Borne Depolymerases Decrease Resistance to Innate Defense Mechanisms[1]